# 2018 في السودان
فيما يلي قوائم الأحداث التي وقعت خلال عام 2018 في السودان.

## سياسة

### تعيين في المنصب
- 10 سبتمبر – معتز موسى رئيس وزراء السودان ‏.

## رياضة
- 1 يناير – الدوري السوداني الممتاز 2018 الفائز نادي الهلال.

## وفيات

### يناير
- 6 يناير – عفاف الصادق (مواليد 1954) شاعرة وإعلامية وأكاديمية سودانية.

### يوليو
- 22 يوليو – فاطمة عبد المحمود (مواليد 1944) سياسية سودانية.

### أكتوبر
- 18 أكتوبر – عبد الرحمن سوار الذهب (مواليد 1934) عسكري سوداني وخامس رؤساء الجمهورية السودانية.